# ملعب ستيوا
ملعب ستيوا هو ملعب كرة قدم يقع في بوخارست عاصمة رومانيا. يسع الملعب لجلوس 27،557 متفرج. يعتبر الملعب الرسمي الذي يخوض فيه منتخب رومانيا مبارياته الدولية. تم افتتاح الملعب في سنة 1974.